# Susana Cárdenas-Alayza
Susana Cárdenas-Alayza (Lima, 1983) es una bióloga peruana, profesora de ciencias biológicas y fisiológicas de la Universidad Peruana Cayetano Heredia (UPCH). Su trabajo de investigación está dirigido a la ecología marina, la conservación, ecología de poblaciones, ecología trófica,  ecología poblacional y trófica de depredadores tope especialmente en la familia Otariidae, en la Corriente de Humboldt y la Reserva Nacional Punta San Juan.
Fue galardonada con el premio “Líder en Conservación en Ascenso”, otorgado en 2022 por el  Zoológico de Brookfield y la Sociedad Zoológica de Chicago.Asimismo, en 2021 recibió el reconocimiento “Rostros del Bicentenario” por parte de la Universidad de Lima.

## Biografía

### Primeros años y educación
Susana Cárdenas-Alayza nació en Lima, desde su infancia mostró interés por la naturaleza y la ciencia. Su vocación por la biología y la ecología se acrecentó al leer contenido sobre conservación ambiental, producido por Patricia Majluf, fundadora del Programa Punta San Juan.
Estudió en la Universidad Peruana Cayetano Heredia, donde obtuvo el título de Bióloga. Posteriormente, realizó una maestría en ciencias con especialización en zoología en la Universidad de Columbia Británica, Canadá y obtuvo un Doctorado en Ecología en la Universidad de Montpellier, Francia, gracias a una beca otorgada por la Escuela Doctoral Franco-Peruana en Ciencias de la Vida (EDFPCV), programa de cooperación entre la Universidad Peruana Cayetano Heredia y diversas instituciones francesas.

### Carrera
Cárdenas-Alayza ha participado en diversos proyectos de investigación y consultoría. Trabajó como asistente del proyecto Fisheries Center, de la Universidad de Columbia Británica, en colaboración con el Centro para la Sostenibilidad Ambiental y el Instituto del Mar del Perú (IMARPE). En 2013, asumió la dirección del Programa Punta San Juan del Centro para la Sostenibilidad Ambiental, cargo que mantiene hasta la actualidad. Adicionalmente, se desempeñó como Coordinadora de Programas de Campo en Perú para la Sociedad Zoológica de Chicago.
Dirige el Centro para la Sostenibilidad Ambiental (CSA), una institución dedicada a la investigación y acción para la conservación de ecosistemas marinos en el Perú y al desarrollo de estrategias para mitigar el impacto humano en estos entornos.
En el ámbito académico, Cárdenas-Alayza es profesora asociada del Departamento Académico de Ciencias Biológicas y Fisiológicas de la Universidad Peruana Cayetano Heredia.
Ha sido entrevistada en diversos medios de comunicación por su labor en la investigación de ecología de la conservación, el impacto de la gripe aviar, el Fenómeno de El Niño en las especies de Punta San Juan, por su trabajo en la protección del pingüino de Humboldt y sobre el derrame de petróleo en Ventanilla.
Sus investigaciones se han centrado en el análisis de los mecanismos que permiten la coexistencia entre el lobo marino sudamericano (Otaria byronia) y el lobo fino sudamericano (Arctocephalus australis). Esto ha permitido evidenciar que ambas especies coexisten mediante mecanismos de segregación trófica y espacial, influenciados por diferencias en estrategias de forrajeo, preferencias alimenticias y respuestas a cambios ambientales como el calentamiento de los océanos y eventos de El Niño. Asimismo, ha evidencfiado una mayor plasticidad en la dieta por parte del lobo marino sudamericano (Otaria byronia).

## Obras
Susana es coautora de más de 35 publicaciones científicas indexadas sobre ecología marina, salud de la vida silvestre, ecología trófica, ecología de poblaciones y conservación marina y de la vida silvestre. Además, es coautora de los libros Punta San Juan: A conservation story, Metas del Perú al Bicentenario y Desafíos y perspectivas de la situación ambiental en el Perú. Asimismo, ha redactado secciones sobre los lobos marinos en la Encyclopedia of Marine Mammals.

## Premios y reconocimientos
- En 2016 fue nombrada "Heroína de la Conservación de Disney " (Disney Conservation Héroes) por su labor en conservación marina en Punta San Juan y su participación en los programas educativos y de protección de la Sociedad Zoológica de Chicago.[32]
- En 2018 obtuvo la Beca Doctoral de la Escuela Franco-Peruana para estudiar Ecología Funcional en la Universidad de Montpellier.[13]
- En 2021 recibió el reconocimiento Rostros del Bicentenario por su trabajo en la conservación de ecosistemas de la Corriente de Humboldt.[10][11]
- En 2021 recibió la Beca de investigación Carlos Ponce Prado – Mar del Perú por la Sociedad Peruana de Derecho Ambiental.[33]
- En 2022, fue galardona con el Premio al Líder Emergente en Conservación (Rising Conservation Leader Award) otorgado por el Zoológico de Brookfield y la Sociedad Zoológica de Chicago.[8]